# Rigidité structurelle
La rigidité structurelle est une théorie combinatoire de la théorie des graphes en géométrie discrète qui étudie la rigidité et la flexibilité d'un ensemble d'objets reliés par des liaisons et des liens.